# Стоян Папев
 Тази статия е за просветния деец от Разлога.  За просветния деец от Търновско вижте Стоян Граматик (Търновско).  
Стоян Папев, по-известен като Стоян Граматик, е български възрожденски учител и духовник от XIX век, работил в Източна Македония.

## Биография
Роден е около 1810 година в светиврачкото село Долна Сушица или в Недобърско, тогава в Османската империя. Вероятно учи в Долна Сушица. Преследван от властите бяга в Разлога и се установява в село Недобърско. Работи като пастир на стадата на светогорските манастири и така лятото е в Недобърско, а зимата на Света гора, където научава турски и гръцки. Около 1840 година става учител в килийното училище в Недобърско. Превежда книги от гръцки език. В 1870 година първенците на Недобърско го изпращат в Цариград като представител в съдебния спор за гори със съседното село село Горно Драглища, който Стоян Граматик печели.